# György Melis
György Melis est un chanteur lyrique (baryton) hongrois, né à Szarvas (Hongrie) le 2 juillet 1923, et mort à Budapest le 27 novembre 2009.

## Biographie
György Melis a étudié à l'Académie de musique Franz-Liszt à Budapest de 1944 à 1949 avec Imre Molnár et Mrs. Ferenc Révhegyi. En 1949, il intègre directement l'Opéra de Budapest, et va mener une brillante carrière, dans laquelle il incarne la plupart des grands rôles de baryton du répertoire lyrique.
Il a eu aussi une grande carrière de soliste, se distinguant notamment dans les chants hongrois de Bartók et Kodály. Il est invité dans de nombreux festivals : Glyndebourne ( Don Giovanni, 1961), Edimbourg (Barbe-Bleue, Bartók, 1973), à L'Opéra d'État de Berlin, à l'Opéra d’État de Vienne, au Théâtre de la Monnaie à Bruxelles, au Festival de Wiesbaden (Don Giovanni, 1987). En 1989, il reprend le rôle de Barbe-Bleue au Covent Garden à Londres, en 1991, à Budapest, il tient celui de Kálmán Zsupán dans l'opérette Le Baron tzigane (Der Zigeunerbaron) de Johann Strauss II ; en 1993, il est Tiborc dans l'opéra Bánk Bán de Ferenc Erkel.

## Prix
György Melis a reçu le prix Kossuth d'excellence en 1962.

## Principaux rôles
- Le comte Almaviva (Mozart: Les Noces de Figaro)
- Don Alfonso (Mozart: Così fan tutte)
- Don Giovanni (Mozart: Don Giovanni)
- Papageno (Mozart: La Flûte enchantée)
- Lescaut (Puccini: Manon Lescaut)
- Le baron Scarpia (Puccini: Tosca)
- Ping (Puccini: Turandot)
- Don Pasquale (Donizetti: Don Pasquale)
- Don Pizarro (Beethoven: Fidelio)
- Escamillo (Bizet: Carmen)
- Popolani (Offenbach: Barbe-Bleue)
- Eugène Onéguine (Tchaïkovski: Eugène Onéguine)
- Shaklovity (Moussorgski: La Khovanchtchina)
- Barbe-Bleue (Bartók: Le Château de Barbe-Bleue)
- Biberach (Erkel : Bánk bán)
- Háry János (Kodály: Háry János)
- Figaro (Rossini: Le Barbier de Séville)
- Rigoletto (Verdi: Rigoletto)
- Don Carlo di Vargas (Verdi: La force du destin)
- Rodrigue, marquis de Posa (Verdi: Don Carlos)
- Amonasro (Verdi: Aida)
- Iago (Verdi: Otello)
- Falstaff (Verdi: Falstaff)

## Choix d'enregistrements
Pour le label Hungaroton :
- Háry János et Te Deum von Budavár de Kodály
- Don Giovanni, Rigoletto, Manon Lescaut de Puccini,
- Samson de Sándor Szokolay
- Gianni Schicchi,
- Le Château de Barbe-Bleue et chants de Bartók